# Catscratch
Catscratch è una serie televisiva animata statunitense del 2005, creata da Doug TenNapel.
La serie è stata trasmessa per la prima volta negli Stati Uniti su Nickelodeon dal 9 luglio 2005 al 10 febbraio 2007, per un totale di 20 episodi ripartiti su una stagione. In Italia è stata trasmessa su Nickelodeon dall'aprile 2006.

## Trama
La serie racconta le divertenti avventure di tre gatti fratelli, Gordon, Waffle e Mr. Blik, che ricevettero in eredità tantissimi dollari, una villa e un maggiordomo dalla loro padrona. La villa, alla fine di ogni puntata di solito viene distrutta, ma poi nel successivo episodio è ripristinata del tutto.

## Personaggi e doppiatori

### Personaggi principali
- Mr. Blik, voce originale di Wayne Knight, italiana di Lorenzo Scattorin. Un gatto nero prepotente, il più grande dei tre.
- Gordon Quid, voce originale di Rob Paulsen, italiana di Diego Sabre. Il mezzano dei tre gatti, nonché il più gentile. Il suo occhio sinistro e la coda sono arancioni, il resto del corpo è bianco.
- Waffle, voce originale di Kevin McDonald, italiana di Luca Sandri. Il gatto più giovane, di colore grigio. Essendo molto maldestro e poco intelligente, è il personaggio più comico e ironico della serie.

### Personaggi di supporto
- Hovis, voce originale di Maurice LaMarche, italiana di Marco Balbi. Il maggiordomo dei tre gatti.
- Kimberly, voce originale di Liliana Mumy, italiana di Tosawi Piovani. Una bambina di nove anni di cui si innamora Gordon.
- Orso Randall, voce originale di Frank Welker.

### Personaggi ricorrenti
- Katilda, voce originale di Hynden Walch. Una gatta gialla di cui si innamora Blik.
- Fratelli Chumpy Chump, voci originali di John DiMaggio e Maurice LaMarche. Tre adolescenti delinquenti, rivali dei tre protagonisti.

## Episodi
| Stagione       | Episodi | Prima TV USA | Prima TV Italia |
| -------------- | ------- | ------------ | --------------- |
| Prima stagione | 20      | 2005-2007    | 2006            |